# Klasika Primavera 2010
La 56ª Klasika Primavera se disputó el domingo 11 de abril de 2010, por el recorrido habitual de esta carrera  sobre un trazado de 171,6 km. 
La prueba perteneció al UCI Europe Tour de los Circuitos Continentales UCI, dentro de la categoría 1.1.
Participaron 14 equipos. Los 3 equipos españoles de categoría UCI ProTeam (Footon-Servetto, Caisse d'Epargne y Euskaltel-Euskadi); los 2 de categoría Profesional Continental (Andalucía-CajaSur y Xacobeo Galicia); y los 3 de categoría Continental (Burgos 2016-Castilla y León, Caja Rural y Orbea). En cuanto a representación extranjera, estuvieron 6 equipos: los UCI ProTeam del Liquigas-Doimo, Team Katusha y Team Saxo Bank; los Continentales portugueses del Barbot-Siper y LA-Rota dos Móveis; y la Selección de Rusia sub-23. Formando así un pelotón de 126 ciclistas, con entre 6 (Selección de Rusia sub-23) y 10 corredores por equipo, de los que acabaron 103.
El ganador final fue Samuel Sánchez, con unos segundos de ventaja respecto a un grupo comandado por su compañero de equipo Igor Antón, Fränk Schleck y David Bernabéu, respectivamente; que al igual que Samuel también venían con unos segundos de ventaja respecto al pelotón al coronar el último puerto, Autzagane.
En las clasificaciones secundarias se impusieron Jorge Azanza (montaña) y Euskaltel-Euskadi (equipos).

## Clasificación final
| \| Posición \| Ciclista \| Equipo \| Tiempo \| \| -------- \| ------------------- \| ------------------------- \| ---------- \| \| 1. \| Samuel Sánchez \| Euskaltel-Euskadi \| 4h 04' 19" \| \| 2. \| Igor Antón \| Euskaltel-Euskadi \| + 5" \| \| 3. \| Fränk Schleck \| Saxo Bank \| m.t. \| \| 4. \| David Bernabéu \| Barbot-Siper \| m.t. \| \| 5. \| Javier Moreno Bazán \| Andalucía-CajaSur \| m.t. \| \| 6. \| Mauro Finetto \| Liquigas-Doimo \| m.t. \| \| 7. \| Rigoberto Urán \| Caisse d'Epargne \| m.t. \| \| 8. \| Sergey Chernetskiy \| Selección de Rusia sub-23 \| m.t. \| \| 9. \| Egoi Martínez \| Euskaltel-Euskadi \| m.t. \| \| 10. \| José Herrada \| Caja Rural \| m.t. \| |                     |                           |            |
| Posición | Ciclista            | Equipo                    | Tiempo     |
| 1. | Samuel Sánchez      | Euskaltel-Euskadi         | 4h 04' 19" |
| 2. | Igor Antón          | Euskaltel-Euskadi         | + 5"       |
| 3. | Fränk Schleck       | Saxo Bank                 | m.t.       |
| 4. | David Bernabéu      | Barbot-Siper              | m.t.       |
| 5. | Javier Moreno Bazán | Andalucía-CajaSur         | m.t.       |
| 6. | Mauro Finetto       | Liquigas-Doimo            | m.t.       |
| 7. | Rigoberto Urán      | Caisse d'Epargne          | m.t.       |
| 8. | Sergey Chernetskiy  | Selección de Rusia sub-23 | m.t.       |
| 9. | Egoi Martínez       | Euskaltel-Euskadi         | m.t.       |
| 10. | José Herrada        | Caja Rural                | m.t.       |